# 1Malaysia Development Berhad

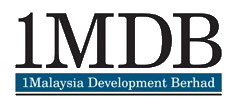
Logo

1Malaysia Development Berhad (1MDB; malaiisch: [ˈsatu maˈlajʃa dɛˈvɛlɔpmɛn(t) bərˈɦad]) ist ein im Juli 2009 gegründetes, insolventes malaysisches strategisches Entwicklungsunternehmen (Staatsfonds), das sich zu 100 % im Besitz des Finanzministers (Incorporated) befindet.
1MDB wurde gegründet, um strategische Initiativen für die langfristige wirtschaftliche Entwicklung des Landes voranzutreiben, indem globale Partnerschaften geschmiedet und ausländische Direktinvestitionen gefördert werden. Berhad ist ein malaiischer Begriff, der eine Aktiengesellschaft bezeichnet. 1MDB konzentriert sich auf strategische Entwicklungsprojekte in den Bereichen Energie, Immobilien, Tourismus und Agrarindustrie. 1MDB war an mehreren öffentlichkeitswirksamen Projekten beteiligt, wie der Tun Razak Exchange, dem Schwesterprojekt der Tun Razak Exchange, Bandar Malaysia und dem Erwerb von drei unabhängigen Stromerzeugern.
Durch missglückte Spekulationen büßte der Fonds bis Ende 2013 umgerechnet 11 Milliarden US-Dollar ein. Seit 2015 steht das Unternehmen wegen verdächtiger Geldtransaktionen und Beweisen, die auf Geldwäsche, Betrug und Diebstahl hindeuten, stark unter Beobachtung. In einer vom US-Justizministerium (DOJ) eingereichten Klage wird behauptet, dass mindestens 3,5 Milliarden US-Dollar aus dem staatlichen malaysischen Fonds 1MDB gestohlen wurden.

## Geschichte
Der 1Malaysia Development Berhad wurde im Jahr 2008 im malaysischen Bundesstaat Terengganu unter dem anfänglichen Namen Terengganu Investment Authority als Staatsfonds gegründet. Ziel war es, die Erlöse aus der Erdölförderung in den Fonds einzuspeisen, um Reserven für spätere Zeiten zu akkumulieren und Entwicklungsprojekte in Terengganu zu finanzieren. Im Jahr 2009 wurde der Fonds in einen gesamtstaatlichen Fonds umgewandelt und kam unter die Kontrolle des malaysischen Finanzministeriums.

## Finanzskandal
Der Skandal kam im Jahr 2015 ins Rollen, nachdem der britischen Journalistin Clare Rewcastle-Brown, die die Webseite Sarawak Report betrieb, insgesamt 227.000 Dokumente zugespielt wurden, aus denen massive Finanzbetrügereien ersichtlich waren. Auch das Wall Street Journal erhielt ähnliche Dokumente. Die malaysische Anti-Korruptionsbehörde begann daraufhin mit Ermittlungen und war im Begriff, einen Haftbefehl gegen den amtierenden Premierminister Najib Razak zu erwirken, als dieser prompt Gegenmaßnahmen ergriff. Der Generalstaatsanwalt Abdul Gani, der die Ermittlungen leitete, trat zurück – offiziell aus gesundheitlichen Gründen –, und Najib entließ den Vizepremierminister und Kritiker des 1MDB-Fonds Muhyiddin Yassin, sowie vier weitere Minister, die sich für die Aufklärung der Angelegenheit starkgemacht hatten. Es folgten polizeiliche Durchsuchungen der Antikorruptionsbehörde und einige Verhaftungen von Mitarbeitern. Der neu von Premier Najib eingesetzte Generalstaatsanwalt sprach diesen im Jahr 2016 von allen kriminellen Verdächtigungen frei und erklärte die Angelegenheit für beendet. Najib weigerte sich auch, mit Ermittlern in den Vereinigten Staaten, Singapur und Schweiz zusammenzuarbeiten.
Bei der Parlamentswahl in Malaysia 2018 trat Mahathir bin Mohamad als Gegenkandidat zu Najib Razak an und gewann die Wahl. Der neue Premierminister ließ die Liegenschaften von Najib durchsuchen, wobei exorbitante Mengen an Schmuck, die Najibs Frau Rosmah gehörten, sichergestellt wurden. Darunter befanden sich 1400 Halsketten, 567 Handtaschen, 423 Uhren, 2200 Ringe, 1600 Broschen und 14 Diademe. Der Gesamtwert der sichergestellten Reichtümer wurde auf 273 Millionen US$ geschätzt.

### Jho Low
Ab 2015 eröffneten Justizbehörden in mehreren Ländern Strafuntersuchungen gegen Jho Low u. a. wegen des Verdachts auf Veruntreuung und Geldwäsche in Höhe von ungefähr 4 Milliarden Dollar im Zusammenhang mit dem Staatsfonds 1MDB.
2017 leitete das US-Justizministerium die Beschlagnahmung von Vermögenswerten in der Höhe von ungefähr 540 Millionen Dollar ein. U. a. musste Leonardo DiCaprio ein von Low erhaltenes Gemälde von Pablo Picasso in Wert von 3,2 Millionen Dollar und eine Collage im Wert von 9 Millionen Dollar von Jean-Michel Basquiat den US-Behörden ausliefern.

### The Wolf of Wall Street
Im Frühjahr 2016 tauchten Indizien auf, dass die Finanzierung des Films The Wolf of Wall Street zu einem großen Teil aus dem malaysischen Staatsfonds 1Malaysia Development Berhad abgezweigt wurde. Im Zentrum des Betrugs um den Staatsfonds steht Premier Najib Razak, der zugleich auch den Fonds präsidiert. Ermittler wiesen nach, dass Hunderte Millionen Dollar aus dem Fonds auf seine persönlichen Bankkonten umgeleitet wurden. 1MDB gab 2012 in zwei Tranchen Obligationen heraus, um in Malaysia in Kraftwerke investieren zu können. Ein Arm eines Staatsfonds aus Abu Dhabi, die Aabar Investment PJS, bürgte für die Rückzahlung des aufgenommenen Geldes. Im Gegenzug sollte 1MDB 1,4 Milliarden Dollar an Aabar zahlen. Diese Summe floss allerdings nicht nach Abu Dhabi, sondern an eine Offshore-Firma auf den Britischen Jungferninseln mit ähnlichem Namen: Aabar Investments PJS Ltd. Von dort wurde das Geld an verschiedene Empfänger weitergeleitet, davon zirka 150 Millionen Dollar an die Produktionsfirma Red Granite, die einen Teil dieses Geldes vermutlich in The Wolf of Wall Street investierte.

### Sarawak Report
Der Enthüllungs-Blog Sarawak Report veröffentlichte am 12. Juli 2016 Dokumente, die nachweisen, dass im Jahr 2014 rund 1,9 Milliarden US-Dollar aus dem Umfeld des malaysischen Staatsfonds 1MDB auf ein UBS-Konto in Singapur abgezweigt wurden. Damit sollte die UBS in eine der größten Geldwäsche-Affären der Geschichte verwickelt sein, wie auch die Privatbanken BSI, Falkon, Coutts und Rothschild. Der malaysische Premier Najib Razak und einige seiner Vertrauten werden verdächtigt, insgesamt bis zu 4 Milliarden US-Dollar aus dem Staatsfonds 1MDB in die eigenen Taschen umgeleitet zu haben. Die neue Schätzung des Wall Street Journal beläuft sich auf bis zu 6 Milliarden US-Dollar. Die UBS realisierte nachträglich selbst, dass mit den Transaktionen etwas nicht stimmte, und erstattete Meldung an die Behörden. Die Schweizerische Bundesanwaltschaft eröffnete nach aktuellem Stand kein Strafverfahren gegen die UBS.

### Goldman Sachs
Im Dezember 2018 geriet Goldman Sachs in die öffentliche Berichterstattung, aufgrund des Finanzskandals um den malaysischen Staatsfonds 1MDB. Zwischen 2012 und 2013 hatte Goldman Sachs Geschäfte des Fonds im Wert von insgesamt 6,5 Milliarden US-Dollar begleitet. Die Bank nahm dabei Gebühren in Höhe von etwa 600 Millionen US-Dollar ein.
Im Zentrum der Korruptionsaffäre stand der ehemalige Top-Manager Tim Leissner,der, den Worten von Goldman-Sachs-Chef David Solomon zufolge, die Bank in die Irre geführt habe. Malaysia forderte 7,5 Milliarden Dollar (rund 6,6 Milliarden Euro) Entschädigung von der Investmentbank.
Im Oktober 2020 teilte das US-Justizministerium mit, Goldman werde im Rahmen eines Vergleichs mit Behörden in den Vereinigten Staaten, Großbritannien, Singapur und anderen Ländern insgesamt 2,9 Milliarden Dollar zahlen. Goldman Sachs wurde beschuldigt, unter anderem Regierungsvertreter in Malaysia und Abu Dhabi mit Schmiergeldern von mehr als einer Milliarde Dollar bestochen zu haben. Anwälte der Bank hatten zuvor bei Gericht in New York ein Schuldbekenntnis im Namen von Goldman Malaysia wegen Verstößen gegen das Antikorruptionsgesetz, „Foreign Corrupt Practices Act“, abgegeben.

### Najib Razak
Am 28. Juli 2020 wurde der ehemalige Premierminister von Malaysia, Najib Razak, im Zusammenhang mit dem 1MDB-Skandal für schuldig befunden. Er wurde zu 12 Jahren Gefängnis und 49 Millionen Dollar Geldstrafe verurteilt. Razak erhielt zusätzlich 10 Jahre Gefängnis für jede der sechs Anklagen, darunter 3 Anklagen wegen krimineller Untreue und 3 Anklagen wegen Geldwäsche.